# لیسکام
لیسکام (انگلیسی: Lyskamm) با ارتفاع ۴۵۲۷ متر کوهی در آلپ میان مرز سوئیس و ایتالیا است. این کوه پنج کیلومتر طول و دو قله مشخص دارد.